# Xakhovskaia
Xakhovskaia - Шаховская (rus) és un possiólok de l'óblast de Moscou, a Rússia. El 2020 tenia 10.499 habitants. És a 154 km a l'oest de Moscou.

## Història
El poble fou fundat el 1901 durant la construcció del ferrocarril Moscou-Vindava. Es convertí en centre administratiu el 4 d'agost de 1929, quan es fundà l'óblast de Moscou. Adquirí l'estatus de possiólok el 1958.